# Kismet, Kansas
Kismet är en ort i Seward County i Kansas i USA. Vid 2010 års folkräkning hade Kismet 459 invånare.